# Perigonia stulta
Perigonia stulta is een vlinder uit de familie van de pijlstaarten (Sphingidae). De wetenschappelijke naam van de soort werd in 1854 gepubliceerd door Gottlieb August Wilhelm Herrich-Schäffer.